# Petersdorfer See (Brandenburgia)
Petersdorfer See – jezioro w Niemczech, na terenie powiatu Oder-Spree w Brandenburgii.
Akwen o powierzchni około 60 hektarów znajduje się na północ od miejscowości Briesen, a w jego pobliżu znajdują się też wsie Alt Madlitz i Petersdorf. W całości otoczony jest lasami. Po upadku NRD zakupił go architekt z Düsseldorfu, Walter Brune. Jezioro od tego czasu zaczęło zarastać chwastami, co wywoływało protesty lokalnej społeczności.
Jezioro jest dostępne dla wędkarzy (rzadko odwiedzane), jednak nie wolno łowić tam ryb z łodzi.
Od północy akwen sąsiaduje z Madlitzer See.